# STRaND-1
Strand-1 (Surrey Training, Research and Nanosatellite Demonstrator 1) — является 3 кг наноспутником «3U» CubeSat, разработан в университете Surrey Space Centre (SSC) и Surrey Satellite Technology Ltd (SSTL). Был выведен на орбиту на борту PSLV C-20 Rocket из Индии 25 февраля 2013 года.
Strand-1 стал первым спутником? в управлении которого использован нокия 3310.

## ПРОЕКТИРОВАНИЕ И ЭКСПЛУАТАЦИЯ
Strand-1 управляется двумя компьютерами: один классический компьютер CubeSat и второй — смартфон «Google Nexus One» с операционной системой Android. Спутник получил название «World’s first phonesat».
Смартфон, который является неотъемлемой частью CubeSat, имеет фотокамеры, несколько радиоинтерфейсов, акселерометры и высокопроизводительный процессор — всё, кроме солнечных батарей и двигателей. В течение первого этапа миссии Strand-1 будет использовать ряд экспериментальных приложений для сбора данных на основе CubeSat Linux компьютера с системой SSC для контроля спутника. На втором этапе разработчики подключат к управлению спутником смартфон и произведут тестирование возможностей функций смартфона и его компонентов при работе в космическом пространстве.